# Leptotyphlops bicolor
Leptotyphlops bicolor är en kräldjursart som beskrevs av  Jan 1860. Leptotyphlops bicolor ingår i släktet Leptotyphlops och familjen Leptotyphlopidae. Inga underarter finns listade i Catalogue of Life.